# سوخا لهوتا
سوخا لهوتا (به چکی: Suchá Lhota) یک منطقهٔ مسکونی در جمهوری چک است که در ناحیه سویتاوی واقع شده‌است. سوخا لهوتا ۲٫۱۸ کیلومتر مربع مساحت و ۹۳ نفر جمعیت دارد و ۴۲۶ متر بالاتر از سطح دریا واقع شده‌است.